# Alcoentre
Alcoentre is een plaats (freguesia) in de Portugese gemeente Azambuja en telt 3 535 inwoners (2001).